# 劉元進
劉 元進（りゅう げんしん、生年不詳 - 613年）は、中国の隋末の民衆叛乱の指導者。本貫は余杭郡。

## 生涯
若くして任侠を好み、郷里の指導者となった。煬帝の高句麗遠征による民衆の負担は重く、徴兵されて帰らない者も続出したため、元進は隋の統治に不満を持つ人々を集めた。613年（大業9年）、楊玄感が黎陽で反乱を起こすと、元進は呼応して起兵し、三呉の人々の多くがかれになびいて、その集団は数万にふくれあがった。長江を渡ろうとしたが、楊玄感が敗死したため断念した。呉郡の朱燮と毗陵郡の管崇がまた挙兵して7万の兵を集めると、元進を迎えて主に立てた。呉郡に拠り、天子を称し、朱燮と管崇を僕射に任じ、百官を置いた。毗陵郡・東陽郡・会稽郡・建安郡の人々も隋の官吏を捕らえてかれの反乱に呼応した。
煬帝は将軍の吐万緒と魚倶羅に命じてかれの反乱を討たせた。元進は西方の茅浦に駐屯し、隋軍と連戦して双方に勝敗があった。元進が曲阿に退くと、朱燮や管崇らと合流して10万の兵を集めた。吐万緒らが進軍してくると、対峙すること100日あまり、元進は敗れて黄山に退却した。吐万緒が黄山でまた元進を破ると、朱燮が戦死し、元進は建安郡まで退却して兵を休養させた。隋の二将も兵が疲れていたため、それ以上の進撃を控えた。まもなく二将はともに更迭され、代わりに江都通守の王世充が淮南の兵を率いて長江を渡った。元進の抗戦により王世充はいったん延陵柵にしりぞいた。元進は王世充の陣営に火をかけたが、風向きが急に変わって元進の兵に被害を出して退却した。王世充はこの機に乗じて精鋭を出撃させ、元進の軍を大破し、以後は元進の側が連戦連敗した。追いつめられた元進と管崇は最後の戦いを挑んで、王世充の兵に殺害された。元進の兵は降伏したが、王世充が黄亭澗に穴埋めにして、死者は3万人を数えた。
元進の死後も董道沖・沈法興・李子通らが蜂起し、隋の滅亡まで戦争は続いた。

## 伝記資料
- 『隋書』巻70 列伝第35
- 『北史』巻41 列伝第29